# Hribi (gmina Lukovica)
Hribi – wieś w Słowenii, w gminie Lukovica. W 2018 roku liczyła 54 mieszkańców.